# 伊藤涼太郎
伊藤 涼太郎（いとう りょうたろう、1998年2月6日 - ）は、大阪府大阪市東住吉区出身のプロサッカー選手。ジュピラー・プロ・リーグ・シント＝トロイデンVV所属。ポジションはミッドフィールダー、フォワード。日本代表。マネジメント会社はジェブエンターテイメント。

## 来歴

### プロ入り前
大阪府出身で、中学生時はセレッソ大阪U-15に所属。3年間技術を磨いたが、U-18チームへの昇格は見送られた。「『なぜ』という思いよりも、『自分に足りない物が多すぎる』。守備も上手くはなかったし、格下の相手だと得意のドリブルやラストパスが出せるのに、強いチームになるとチャンスに絡む数が極端に減っていた。なので、その時点での自分の力では昇格は厳しいとは思っていた」と当時の力では昇格は厳しいとは薄々感じていたというが「絶対に見返してやりたい、このまま終わってはいけない、高校サッカーでもう一度自分を鍛え直そう」という思いを抱き、知人の紹介で岡山県作陽高等学校サッカー部の練習に参加。そこでのプレーが野村雅之監督の目に留まり、作陽高へ進学した。
高校3年次の8月23日に浦和レッズの練習に招集され、中央大学との練習試合に参加。45分間の出場で1得点1アシストの結果を残すと、ミハイロ・ペトロヴィッチ監督（当時）からは「今まで来た練習生の中で一番良かった。得点だけじゃなくて他のプレーも良かった。浦和にフィットしている」と賛辞を贈られ、スカウトの山田暢久からも評価された。その後浦和から獲得オファーを受けると「厳しい所でやった方が伸びるタイプだと自分で理解している」という理由から迷う事無く浦和入りを決意した。

### 浦和時代
2016年、浦和レッズに小島秀仁以来のチーム5年振りの高卒ルーキーとして入団。当初はボランチとして起用され、開幕戦でベンチメンバー入りを果たすと、4月29日の第9節・名古屋グランパス戦で柏木陽介との交代でプロデビューを果たし、交代直後はボランチ、途中からは本職のシャドーでプレーした。しかしその後は柏木、阿部勇樹、青木拓矢、遠藤航らライバルの存在により出場機会が訪れず、同年は公式戦1試合出場に留まった。
2017年は同じポジションの矢島慎也と長澤和輝が期限付き移籍先から復帰し、更に競争が激化。伊藤自身はミニゲームにすら参加できない状況も生まれた。8月30日のルヴァンカップ準々決勝のセレッソ大阪戦ではスタメンとして出場し、下部組織時代に所属していた相手にドリブルで躍動したが、一方で公式戦のピッチへの慣れや体力面で戸惑い、63分に交代を命じられた。

### 水戸時代
東京オリンピック出場を目指し、出場機会を得るために、2017年9月、J2リーグ・水戸ホーリーホックに育成型期限付き移籍で加入。翌2018年も移籍期間を延長し水戸でプレー。ピッチ外での意識を変え、食事や体力作りを見直した。シーズン序盤こそ定位置を掴めずにいたが、第3節の讃岐戦でプロ入り初ゴールをマークすると、第14節の岡山戦では移籍後初先発を果たし2ゴールで勝利に貢献するなど存在感を見せ先発に定着。ジェフェルソン・バイアーノ（11得点）に次ぐチーム2位の9ゴールをマークしチームを牽引した。

### 大分時代
2019年、J1に昇格した大分トリニータに期限付き移籍で加入。開幕2節はスタメン出場を果たすも、その後は出場機会が減少しリーグ戦は4試合出場にとどまった。一方で天皇杯では3回戦・鹿屋体育大戦、4回戦・サンフレッチェ広島戦で2試合連続ゴールをマークする活躍を見せた。

### 浦和復帰
2020年、浦和レッズに復帰した。

### 水戸復帰
2021年7月8日、水戸ホーリーホックに2度目の育成型期限付き移籍で加入。

### 新潟時代
2022年、アルビレックス新潟に完全移籍。当初は攻撃的ミッドフィルダーの本間至恩や高木善朗のバックアップ的な存在から徐々に力量を発揮し、本間の海外移籍や高木の負傷離脱後は、スタメンの座を確実なものとした。
プロ入り後初めてリーグ戦全試合出場を果たし、2018年の水戸時代に並ぶ9ゴールをマークするなどチームのJ2優勝及び5年ぶりのJ1昇格に貢献した。
2023年、J1ではこれまでゴール・アシスト共に0だったが、開幕戦のセレッソ大阪戦で、2アシストを決めて全得点に絡み2-2の引き分けに貢献した。第2節のサンフレッチェ広島戦で全得点の起点になり、勝利に貢献した。第3節の北海道コンサドーレ札幌戦では、J1初ゴールを記録した。第4節の川崎フロンターレ戦では、決勝点を決めて1-0の勝利に貢献。
第8節のアビスパ福岡戦では、チームが2失点を喫して前半を折り返したが、後半にアディショナルタイムでの2ゴールを含むプロ入り後初のハットトリックを決め、チームの逆転勝利に貢献し、試合後には胴上げされた（阿部航斗選手主体）。第16節の湘南ベルマーレ戦、2アシストをして全ゴールに絡む活躍をした。

### シント＝トロイデン
2023年6月5日、ベルギー1部のシント＝トロイデンVVへ完全移籍することが発表された。7月31日の開幕戦スタンダール・リエージュ戦で先発出場し公式戦デビューを果たした。9月18日、第7節のKVメヘレン戦で移籍後初ゴールを決めた。
12月7日、2024年元日に行われる「TOYO TIRES CUP 2024 SAMURAI BLUE（日本代表）対 タイ代表」（国立競技場）に臨む日本代表のメンバーに選出された。A代表初選出となる。

## プレースタイル
本職はトップ下やインサイドハーフといった攻撃的ミッドフィールダーやセカンドストライカーであり、典型的な「10番」タイプとされていた。 シント＝トロイデンに移籍後はセントラル・ミッドフィールダーとして起用されるが、横一列ではなく、トップ下とアンカーのような縦関係を採用しており、従来と似たポジション取りをこなしている。

## 人物・エピソード
- 思ったことはハッキリと口に出す強気な性格[7]。かつてチームメイトであった梅崎司は伊藤について「凄く『自分』というものを持っている。良い意味で強気というか、臆さないと言うか。そういう強い気持ちを持っているし、実力もある。凄く楽しみな選手」と語っている[5]。
- 期限付き移籍について、かつては「厳しい環境で戦えず、試合に出られる可能性を感じられなくなった選手が選ぶこと」と否定的な考えを抱いていたが、その後2017年に東京五輪（2020年）に出場する為に環境を変える事が必要と判断し、考えを改め水戸ホーリーホックへの期限付き移籍を選択している[7]。
- 水戸及び大分での背番号「46」は浦和時代の同僚で、かつて愛媛FCへの期限付き移籍を経てサンフレッチェ広島に復帰し、後に浦和に移籍した経歴を持つ森脇良太にあやかったものである[26]。

## 所属クラブ
- AVANTI KANSAI FC（大阪市立矢田東小学校）
- 2010年 - 2012年 セレッソ大阪U-15（大阪市立矢田中学校）
- 2013年 - 2015年 岡山県作陽高等学校
- 2016年 - 2021年 浦和レッズ
  - 2017年9月 - 2018年 水戸ホーリーホック（育成型期限付き移籍）
  - 2019年 大分トリニータ（期限付き移籍）
  - 2021年7月 - 同年12月 水戸ホーリーホック（育成型期限付き移籍）
- 2022年 - 2023年6月 アルビレックス新潟
- 2023年6月 - シント＝トロイデンVV

## 個人成績
| 国内大会個人成績 | 国内大会個人成績   | 国内大会個人成績 | 国内大会個人成績 | 国内大会個人成績 | 国内大会個人成績 | 国内大会個人成績 | 国内大会個人成績 | 国内大会個人成績 | 国内大会個人成績 | 国内大会個人成績 | 国内大会個人成績 |
| 年度             | クラブ             | 背番号           | リーグ           | リーグ戦         | リーグ戦         | リーグ杯         | リーグ杯         | オープン杯       | オープン杯       | 期間通算         | 期間通算         |
| 年度             | クラブ             | 背番号           | リーグ           | 出場             | 得点             | 出場             | 得点             | 出場             | 得点             | 出場             | 得点             |
| 日本             | 日本               | 日本             | 日本             | リーグ戦         | リーグ戦         | リーグ杯         | リーグ杯         | 天皇杯           | 天皇杯           | 期間通算         | 期間通算         |
| ---------------- | ------------------ | ---------------- | ---------------- | ---------------- | ---------------- | ---------------- | ---------------- | ---------------- | ---------------- | ---------------- | ---------------- |
| 2016             | 浦和               | 26               | J1               | 1                | 0                | 0                | 0                | 0                | 0                | 1                | 0                |
| 2017             | 浦和               | 26               | J1               | 0                | 0                | 1                | 0                | 0                | 0                | 1                | 0                |
| 2017             | 水戸               | 46               | J2               | 6                | 0                | -                | -                | -                | -                | 6                | 0                |
| 2018             | 水戸               | 46               | J2               | 34               | 9                | -                | -                | 1                | 0                | 35               | 9                |
| 2019             | 大分               | 46               | J1               | 4                | 0                | 4                | 1                | 3                | 2                | 11               | 3                |
| 2020             | 浦和               | 13               | J1               | 5                | 0                | 1                | 0                | -                | -                | 6                | 0                |
| 2021             | 浦和               | 13               | J1               | 1                | 0                | 4                | 0                | 0                | 0                | 5                | 0                |
| 2021             | 水戸               | 46               | J2               | 20               | 4                | -                | -                | -                | -                | 20               | 4                |
| 2022             | 新潟               | 13               | J2               | 42               | 9                | -                | -                | 0                | 0                | 42               | 9                |
| 2023             | 新潟               | 13               | J1               | 17               | 7                | 2                | 0                | 1                | 0                | 20               | 7                |
| ベルギー         | ベルギー           | ベルギー         | ベルギー         | リーグ戦         | リーグ戦         | リーグ杯         | リーグ杯         | ベルギー杯       | ベルギー杯       | 期間通算         | 期間通算         |
| 2023-24          | シント＝トロイデン | 13               | ジュピラー       | 27               | 4                | -                | -                | 1                | 0                | 25               | 4                |
| 2024-25          | シント＝トロイデン | 13               | ジュピラー       | 28               | 2                | -                | -                | 3                | 0                | 31               | 2                |
| 通算             | 日本               | 日本             | J1               | 28               | 7                | 12               | 1                | 4                | 2                | 44               | 20               |
| 通算             | 日本               | 日本             | J2               | 102              | 22               | -                | -                | 1                | 0                | 103              | 22               |
| 通算             | ベルギー           | ベルギー         | ジュピラー       | 55               | 6                | -                | -                | 4                | 0                | 59               | 6                |
| 総通算           | 総通算             | 総通算           | 総通算           | 185              | 35               | 12               | 1                | 9                | 2                | 206              | 38               |

その他の公式戦
- 2024年
  - ベルギーリーグ・プレーオフ 9試合3得点
- 2025年
  - ベルギーリーグ・プレーオフ 5試合0得点

| 国際大会個人成績 | 国際大会個人成績 | 国際大会個人成績 | 国際大会個人成績 | 国際大会個人成績 |
| 年度             | クラブ           | 背番号           | 出場             | 得点             |
| AFC              | AFC              | AFC              | ACL              | ACL              |
| ---------------- | ---------------- | ---------------- | ---------------- | ---------------- |
| 2016             | 浦和             | 26               | 0                | 0                |
| 2017             | 浦和             | 26               | 0                | 0                |
| 通算             | AFC              | AFC              | 0                | 0                |

- Jリーグ初出場 - 2016年4月29日 J1第9節 名古屋グランパス戦（埼玉スタジアム2002）
- Jリーグ初得点 - 2018年3月11日 J2第3節 カマタマーレ讃岐戦（Pikaraスタジアム）

## タイトル

### クラブ
浦和レッズ
- J1リーグ 2ndステージ（2016年）
- Jリーグカップ（2016年）
- スルガ銀行チャンピオンシップ（2017年）

アルビレックス新潟
- J2リーグ（2022年）

### 個人
- J1リーグ月間MVP（2023年2・3月）
- J2リーグベストイレブン（2022年）
- J2リーグ月間ベストゴール（2022年10月）
- JPFAアワード
  - J2ベストイレブン：（2022年）
  - JPFAベストイレブン：（2023年）

## 代表歴

### 出場大会
- U-15日本代表（2013年）
- U-16日本代表（2014年）
- U-17日本代表
  - 第18回国際ユースサッカー in 新潟（2014年）
- U-18日本代表
  - 第28回バレンティン・グラナトキン国際フットボールトーナメント（2016年）
- U-19日本代表
  - バーレーンU-19カップ（2016年）
  - 水原JSカップ U-19国際ユースサッカー大会（2016年）
- 日本代表
  - TOYO TIRES CUP 2024

### 試合数
- 国際Aマッチ 1試合 0得点（2024年 - ）

| 日本代表 | 国際Aマッチ | 国際Aマッチ |
| 年       | 出場        | 得点        |
| -------- | ----------- | ----------- |
| 2024     | 1           | 0           |
| 通算     | 1           | 0           |

### 出場
| No. | 開催日       | 開催都市 | スタジアム | 対戦国 | 結果 | 監督   | 大会                |
| --- | ------------ | -------- | ---------- | ------ | ---- | ------ | ------------------- |
| 1.  | 2024年1月1日 | 東京     | 国立競技場 | タイ   | ○5-0 | 森保一 | TOYO TIRES CUP 2024 |